# Moglia
Medole là một đô thị tại tỉnh Mantova trong vùng Lombardia của Italia, có vị trí cách khoảng 110 km về phía đông của Milano và khoảng 30 km về phía tây bắc của Mantova. Tại thời điểm ngày 31 tháng 12 năm 2004, đô thị này có dân số 3.386 người và diện tích là 25.9 km².
Medole giáp các đô thị: Castel Goffredo, Castiglione delle Stiviere, Cavriana, Ceresara, Guidizzolo, Solferino.